# Zeylanacris cingalensis
Zeylanacris cingalensis är en insektsart som först beskrevs av Kirby, W.F. 1914.  Zeylanacris cingalensis ingår i släktet Zeylanacris och familjen gräshoppor. Inga underarter finns listade i Catalogue of Life.